# 土地法令
土地法令是由苏俄领导人弗拉基米尔·列宁起草，第二次全俄罗斯苏维埃代表大会于1917年11月8日十月革命成功后通过的一项法令。该法令宣布废除私有财产，为农民重新分配土地，后由《1922年土地法》取代。直到1993年《俄罗斯联邦宪法》通过后，俄罗斯才重新恢复私有制。